# Francis Wharton

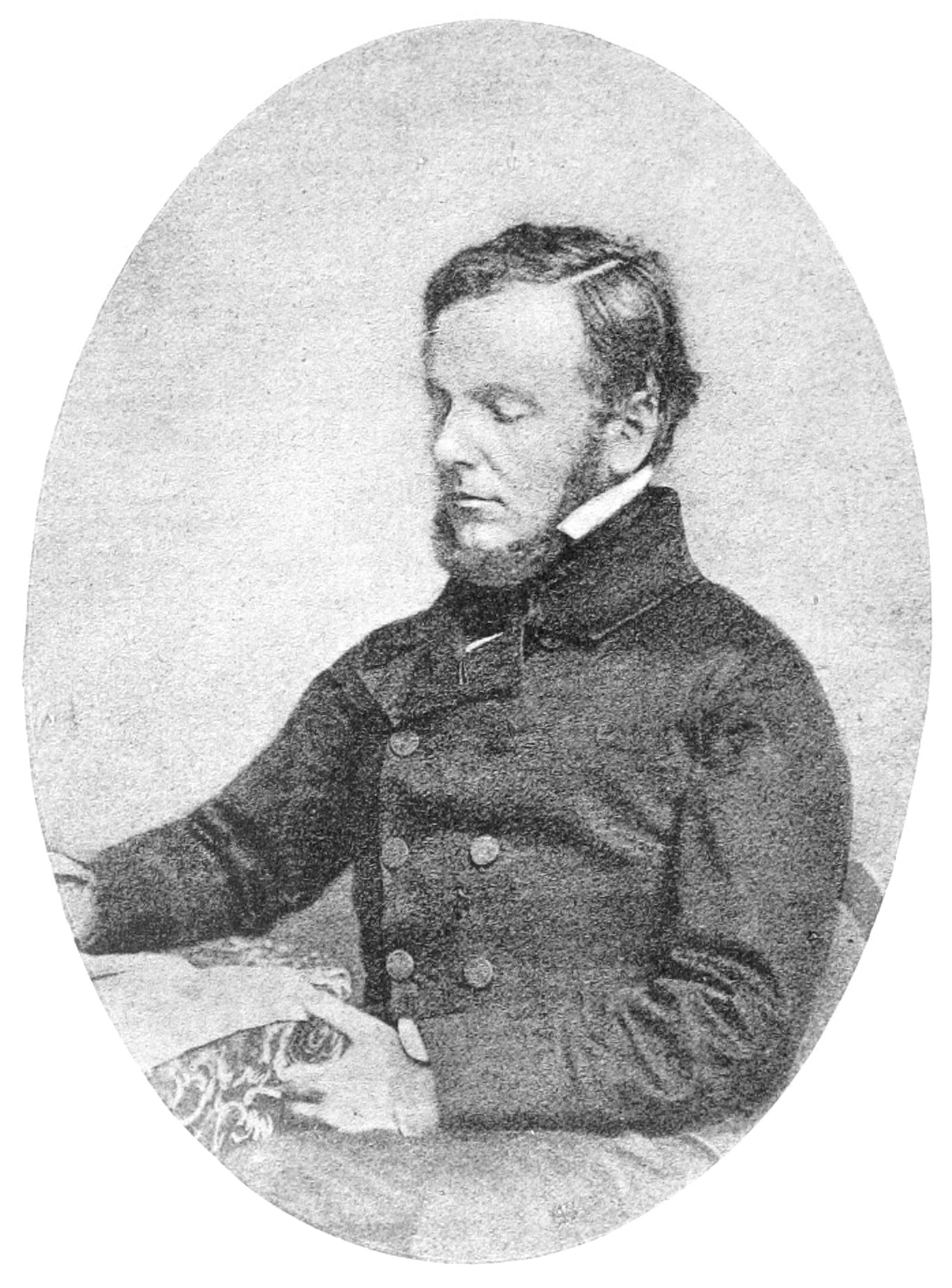
Francis Wharton, 1854

Francis Wharton (* 7. März 1820 in Philadelphia; † 21. Februar 1889 in Washington, D.C.) war ein amerikanischer Jurist, Pfarrer und Autor, der als einer der maßgeblichen amerikanischen Rechtsgelehrten seiner Zeit galt. Er wirkte als Professor an verschiedenen Hochschulen und gab neben zahlreichen anderen rechtswissenschaftlichen Werken im Jahr 1886 im Auftrag des amerikanischen Außenministeriums unter dem Titel Digest of International Law ein dreibändiges Kompendium zum Völkerrecht heraus. Mit einer 1855 veröffentlichten Abhandlung war er außerdem der erste amerikanische Jurist, der sich umfassend der Schuldunfähigkeit von psychisch kranken Straftätern widmete. Nach ihm benannt ist die Wharton’s rule, ein Grundsatz in der Rechtspraxis einer Reihe amerikanischer Bundesstaaten zur Unzulässigkeit der Verfolgung bestimmter Straftaten als Verschwörung.

## Leben
Francis Wharton wurde 1820 in Philadelphia als Sohn wohlhabender Eltern geboren und schloss 1839 ein Studium an der Yale University ab. Er erhielt vier Jahre später seine Zulassung als Rechtsanwalt und fungierte 1845 als stellvertretender Justizminister des Staates Pennsylvania. Darüber hinaus wirkte er in seiner Heimatstadt als Herausgeber der Zeitung North American and United States Gazette. Von 1856 bis 1863 war er als Professor für Englische Geschichte und Literatur sowie Verfassungsrecht am Kenyon College in Gambier in Knox County, Ohio tätig. Danach übernahm er von 1863 bis 1869 eine Stelle als episkopaler Pfarrer in der St.-Pauls-Kirche in Brookline, Massachusetts.
Von 1871 bis 1881 unterrichtete er Kirchenwesen und kanonisches Recht an der Protestant Episcopal Theological School in Cambridge, Massachusetts sowie internationales Privatrecht an der Boston University. 1874 wurde er in die American Academy of Arts and Sciences gewählt. In der Folgezeit unternahm er eine zweijährige Reise nach Europa und ließ sich, nachdem er zunächst nach Philadelphia zurückgekehrt war, in Washington, D.C. nieder. Hier unterrichtete er von 1885 bis 1888 Strafrecht an der Columbian University, darunter ab 1886 als Professor. Von 1885 bis 1888 war er darüber hinaus für das Außenministerium der Vereinigten Staaten tätig, in dessen Auftrag er 1886 unter dem Titel Digest of International Law ein dreibändiges Kompendium zum Völkerrecht herausgab.
Francis Wharton war ab 1852 in erster und, nachdem seine Frau zwei Jahre später verstorben war, ab 1860 in zweiter Ehe verheiratet, und Vater von zwei Töchtern. Er starb 1889 in Washington.

## Wirken
Francis Wharton galt als einer der maßgeblichen amerikanischen Rechtsgelehrten in der als Gilded Age bezeichneten Phase nach dem Sezessionskrieg und der Reconstruction in den Vereinigten Staaten sowie als führender Experte seiner Zeit in den USA im Bereich des internationalen Rechts. Ab 1873 gehörte er dem Institut de Droit international an.
Zu seinen zahlreichen Veröffentlichungen, die oft in mehreren Auflagen erschienen und zum Teil noch mehrere Jahrzehnte nach seinem Tod von anderen Autoren weitergeführt und neu aufgelegt oder nachgedruckt wurden, zählten Abhandlungen zum Medizinrecht, zum Straf- und Strafprozessrecht, zur Beweisführung in Straf- und Zivilprozessen, zum Vertragsrecht sowie zum Völkerrecht und zum internationalen Privatrecht. Darüber hinaus schrieb er Bücher und Artikel zur Rechtsgeschichte und zur Rechtsphilosophie, zu religiösen Themen sowie zum Kirchenrecht.
Er war der erste amerikanische Jurist, der sich in seinem Schrifttum umfassend mit der Frage der Schuldunfähigkeit von psychisch kranken Straftätern auseinandersetzte. Nach ihm benannt ist ein als Wharton’s rule bezeichneter Rechtsgrundsatz, der in den USA Eingang in die Rechtspraxis einer Reihe von Bundesstaaten gefunden hat. Dieser Regel zufolge können strafbare Handlungen wie Bigamie oder Inzest, die ihrer Natur nach die Beteiligung von zwei Tätern voraussetzen, nicht als Verschwörung verfolgt werden, sofern nur zwei Personen an der Ausführung beteiligt sind.

## Werke (Auswahl)
- A Treatise on the Law of Homicide in the United States. Philadelphia 1855
- A Treatise on Mental Unsoundness Embracing a General View of Psychological Law. Philadelphia 1855
- A Treatise on Theism and on the Modern Skeptical Theories. Philadelphia 1850
- A Treatise on Medical Jurisprudence. Philadelphia 1860
- A Treatise on the Criminal Law of the United States. Philadelphia 1861
- A Treatise on Criminal Pleading and Practice. Philadelphia 1880
- A Treatise on the Conflict of Laws, or Private International Law. Philadelphia 1881
- Digest of International Law. Drei Bände. Washington 1886
- The Revolutionary Diplomatic Correspondence of the United States. Washington 1889